# Heinz Körner (Autor)
Heinz E. Körner (* 24. Oktober 1944 in Jesberg) ist ein deutscher Buchautor.

## Leben
In den Jahren 1950 bis 1963 lebte Körner in Essen, wo er eine Bauschlosser-Lehre absolvierte.
Nach seiner Lehre trat er in den Bundesgrenzschutz ein, wo er zuletzt Hauptwachtmeister war. Er studierte 1979 an der Sozialakademie in Dortmund und wurde daraufhin Sachbearbeiter für Personal-, Sozial- und Betriebswirtschaftswesen. Im Anschluss an sein Studium arbeitete er haupt- und ehrenamtlich innerhalb des Deutschen Gewerkschaftsbundes und der Gewerkschaft Handel, Banken und Versicherungen.
In seiner Freizeit setzt er sich ausführlich mit der Geschichte der Kasseler Südstadt auseinander. Er veröffentlichte dazu folgende Bücher:
- Die Südstadt. Zwischen Weinberg und Niederzwehren, Karlsaue und Wehlheiden. Hrsg. Claus Feldner und Peter Wieden. Wartberg, Gudensberg-Gleichen 1988, ISBN 3-925277-32-3.
- Kassels Südstadt. Meister, Kassel 1990.
- Kassel Südstadt. Eigenverlag, Kassel 2004, ISBN 3-00-014623-7.
- Stadtteil Auefeld. Eigenverlag, Kassel 2007, ISBN 978-3-00-018688-2.
- Der historische Weinberg. Eigenverlag, Kassel 2008, ISBN 978-3-00-023898-7.
- Historische Streifzüge durch Weinberg, Auehang und Südstadt. Kassel im Ersten Weltkrieg, Zerstörung im Zweiten Weltkrieg und nach 1945. Südstadtbuchverlag Körner, Kassel 2015, ISBN 978-3-00-048112-3.
- Kassels Oberbürgermeister des Wiederaufbaus. Betrachtungen anhand der Tagebuchaufzeichnungen Willi Seidels mit Dokumenten und Erklärungen zur Zeitgeschichte. Südstadtbuchverlag Körner, Kassel 2017, ISBN 978-3-00-056102-3.